# Rue McClanahan
Rue McClanahan (21. februar 1934 – 3. juni 2010) var en amerikansk Emmy-vindende skuespiller, bedst kendt for sin roller som Vivian Harmon i tv-serien Maude og Blanche Devereaux i Pantertanter. McClanahan døde af et massivt slagtilfælde den 3. Juni 2010.

## Filmografi

### Film
- The Rotten Apple (1961)
- Angel's Flight (1965)
- Walk the Angry Beach (1968)
- Hollywood After Dark (1968)
- The Unholy Choice (1968)
- The People Next Door (1970)
- Some of My Best Friends Are... (1971)
- They Might Be Giants (1971)
- The Wickedest Witch (1989)
- Message from Nam (1993)
- A Christmas to Remember (1995)
- Dear God (1996)
- Innocent Victims (Tv film) (1996)
- Annabelle's Wish (1997)
- Out to Sea (1997)
- Starship Troopers (1997)
- The Fighting Temptations (2003)
- Back to You and Me (2005)
- Generation Gap (2008)

### Tv
- Another World ( 1970 – 1971)
- Where the Heart Is (1971 – 1972)
- Hogan's Goat (1971; Tv film)
- All in the Family (1972; 1 episode: "The Bunkers and the Swingers")
- The Rimers of Eldritch (1974; Tv film)
- Maude (1974 – 1978)
- Apple Pie (1978)
- Gimme A Break (1981-1987; 2 episoder)
- Mama's Family som Fran (1983 – 1985)
- Murder, She Wrote (1985; 1 episode: "Murder Takes the Bus")
- Pantertanter (1985 – 1992)
- The Man in the Brown Suit (1989; Tv film)
- Children of the Bride (1990; Tv film)
- Baby of the Bride (1991; Tv film)
- The Dreamer of Oz: The L. Frank Baum Story (Tv film; 1991)
- The Golden Palace (1992 – 1993)
- Mother of the Bride (1993; Tv film)
- Boy Meets World (1993; 1 episode)
- Columbo (1998; 1 episode: "Ashes to Ashes")
- A Saintly Switch (1999; Tv film)
- Safe Harbor (1999; 11 episoder)
- Blue's Clues (1999; 1 episode)
- Ladies Man (2000; 2 episoder)
- Touched By An Angel (2001; 2 episoder)
- Hope & Faith (2005; 1 episode)
- King of the Hill (2007; 1 episode)
- Sordid Lives: The Series (2008; 12 episoder)
- Law & Order (2009; 1 episode)
- Celebrity Ghost Stories
- Tyler Perry's Meet the Browns